# Benno Scherrer
Benno Scherrer (* 11. April 1965 in Zürich) ist ein Schweizer Politiker (GLP) und Berufsschullehrer. Er ist Zürcher Kantonsrat und Präsident der Sekundarstufe Uster.

## Biografie
Benno Scherrer ist in Zürich am Fuss des Üetlibergs aufgewachsen und schloss an der Kantonsschule Enge mit einer Wirtschaftsmatur ab. Nach seinem Studium in Allgemeiner Geschichte und Anglistik sowie einer Zusatzausbildung zum diplomierten Mittelschullehrer arbeitete Scherrer am Bildungszentrum Uster (vormals Gewerblich-industriellen Berufsschule Uster und der Kaufmännischen Berufsschule und Berufsmittelschule Uster) als Berufsschullehrer für Englisch, Geschichte und Staatskunde. Er spricht neben Deutsch und Englisch auch Französisch und Italienisch. Benno Scherrer ist verwitwet und alleinerziehender Vater eines Sohnes.

## Politik
Benno Scherrer wurde politisch aktiv als die Grünliberale Partei gegründet wurde und engagierte sich zuerst in diversen Arbeitsgruppen und später im Vorstand. Er trat bei den Wahlen 2006 für den Gemeinderat Uster an und wurde als erster grünliberaler Gemeinderat ins Parlament der Stadt Uster gewählt. Hier war er insbesondere in Verkehrs- und Finanzfragen aktiv und bis zu seinem Rücktritt 2011 Mitglied der Kommission Planung und Bau. 2010 und 2014 kandidierte Benno Scherrer für den Ustermer Stadtrat. Er erreichte bei beiden Wahlen zwar das absolute Mehr, schied aber als überzählig aus. 
Benno Scherrer ist seit 2007 Kantonsrat für den Bezirk Uster und politisierte von 2007 bis 2012 in der Kommission für Energie, Verkehr und Umwelt (KEVU). 2012 wurde er zum Präsidenten der Grünliberalen Kantonsratsfraktion gewählt und damit Mitglied der Geschäftsleitung des Kantonsrats. 2019 wählte ihn der Kantonsrat zum 2. Vizepräsidenten und 2021 mit einem Glanzresultat von 161 Stimmen zum ersten grünliberalen Kantonsratspräsidenten und somit höchsten Zürcher. Benno Scherrer wurde 2018 zum Präsidenten der Sekundarstufe Uster, einer eigenständigen Oberstufenschulgemeinde, gewählt. 2022 bestätigten ihn die Wählenden in seinem Amt.
2022 wurde er für die Grünliberalen als Kandidat für den Regierungsrat für die Wahlen 2023 nominiert. In der partei-internen Ausmarchung setzte er sich klar gegen die ehemalige Nationalrätin Chantal Galladé durch. Bei den Wahlen blieb er deutlich abgeschlagen.
Von 2016 bis 2021 war Benno Scherrer Co-Präsident der Grünliberalen Stadt Uster.